# Anthème le Grec
Pour les articles homonymes, voir Anthème.
Saint Anthème le Grec est un prélat français, évêque de Poitiers et confesseur au VIIIe siècle.

## Biographie
Après avoir prêché l'Évangile en Saintonge, Anthème devient évêque itinérant de Poitiers. 
Accompagnant l'empereur Charlemagne en Espagne  comme chapelain, il est fait prisonnier par les Sarrasins et meurt en martyr au Rocher de Cordis à Marignac. Charlemagne transporte son corps à Jonzac, où il est inhumé dans un sarcophage près de l'autel de l'église qui lui fut d'abord consacrée avant de l'être aux saints Gervais et Protais.
Il est fêté le 3 décembre.